# Silnik parowy

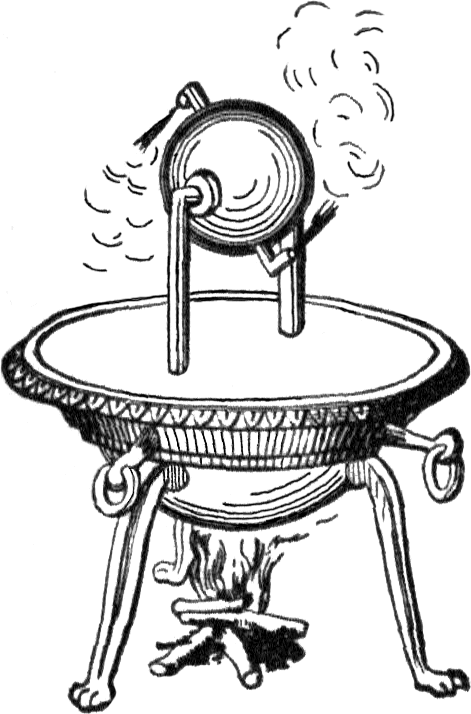
bania Herona

Silnik parowy – silnik napędzany parą, najczęściej parą wodną.
Są nimi:
- Parowy podnośnik wody – prekursor maszyny parowej
- Maszyna parowa
- Turbina parowa
- Parowa pompa strumieniowa
- Silnik parowy Newcomena

Pierwszym znanym silnikiem parowym była bania Herona z 60 n.e., a pierwszym znanym urządzeniem napędzanym silnikiem parowym był mechanizm otwierania drzwi świątyni z ok. 120 p.n.e. prawdopodobnie działający na zasadzie fontanny parowej.
25 sierpnia 2009 Charles Burnett III ustanowił nowy rekord prędkości dla pojazdu napędzanego parą, po ponad 100 latach pobił poprzedni rekord, osiągając prędkość 224 kilometrów na godzinę.

## Kalendarium

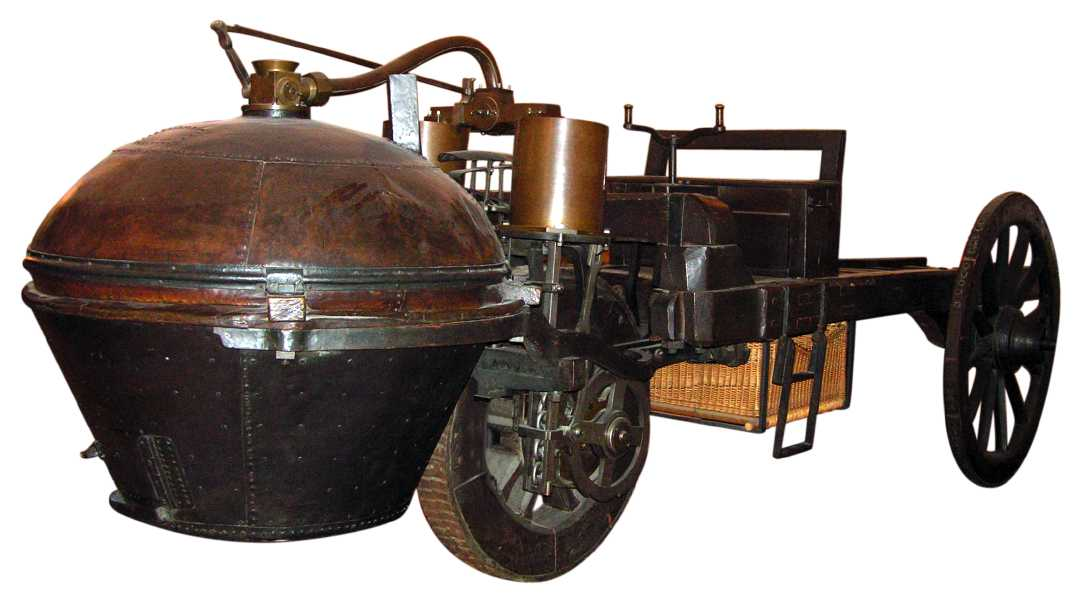
Pojazd parowy Cugnota, 1771 r.

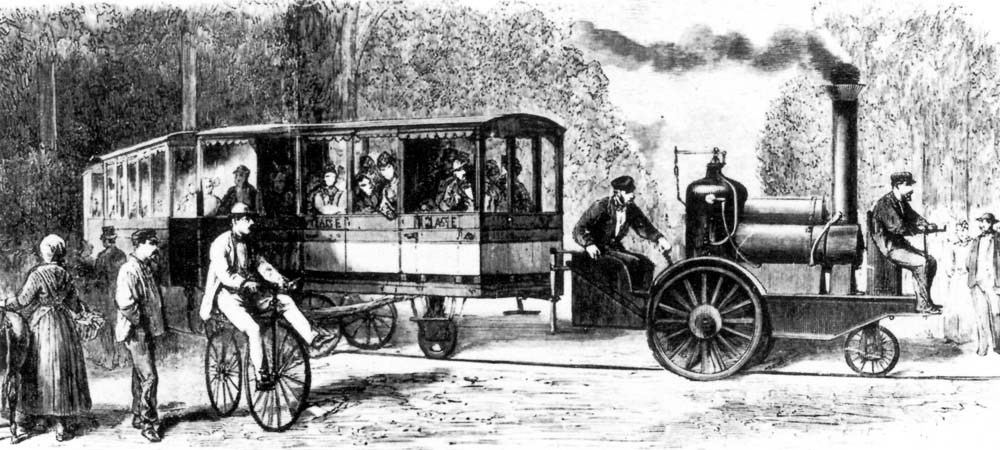
Pierwszy tramwaj parowy Le Raincy – Montfermeil, 1868 r.

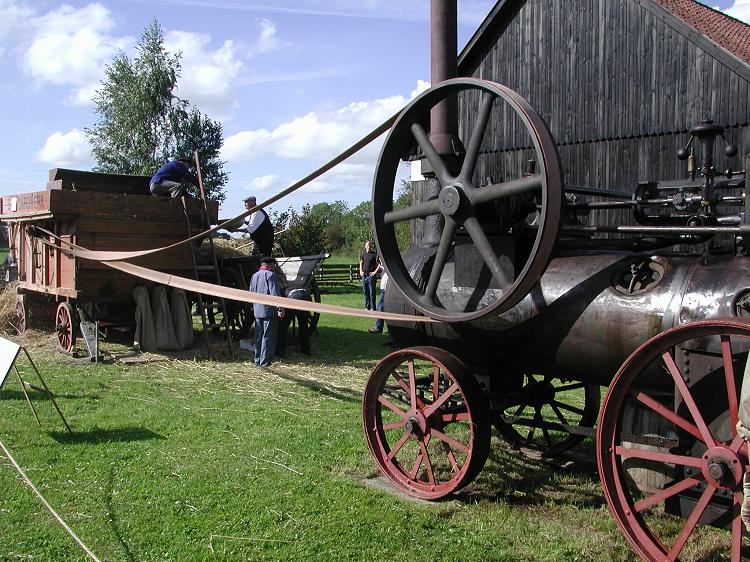
Lokomobila napędzająca młockarnię

W czasach nowożytnych rozwój silnika parowego przebiegał zgodnie z chronologią wynalazków bezpośrednio z nim związanych:
- 1698 – Anglik Thomas Savery opatentował jeden z pierwszych silników parowych,
- 1711 – maszyna parowa zastosowana do napędu maszyn o ruchu posuwisto-zwrotnym (pompy odwadniające kopalnie),
- 1732 – maszyna parowa użyta do napędu maszyn o ruchu obrotowym,
- 1766 – maszyna parowa użyta do napędu miechów hutniczych,
- 1771 – pierwszy pojazd parowy – Nicolas-Joseph Cugnot, Paryż,
- 1783 – pierwsza walcownia z walcarkami i innymi maszynami napędzanymi parą – J. Wilkinson, Anglia,
- 1783 – pierwsze próby z łodzią o napędzie parowym – C. F. Jouffroy d’Abbans, rzeka Saona koło Lyonu,
- 1802 – parowy holownik rzeczny „Charlotte Dundas” – W. Symington, Anglia,
- 1804 – koparka z silnikiem parowym – O. Evans, Ameryka,
- 1804 – przemysłowa kolejka parowa na szynach – R. Trevithick, Anglia,
- 1807 – pierwszy działający parostatek,
- 1811 – szybkobieżna maszyna drukarska – F. Koenig, Londyn,
- 1814 – druk gazety przy użyciu maszyny Koeniga,
- 1819 – pierwszy rejs przez Atlantyk parostatku „Savannah” – Nowy Jork-Liverpool,
- 1825 – pierwszy eksploatowany dyliżans parowy – G. Gurney, Anglia,
- 1830 – pierwsza linia kolei żelaznej – G. Stephenson – Anglia,
- 1836 – koparka parowa, William Otis,
- 1838 – pierwszy rejs przez Atlantyk parostatku bez użycia żagli – „Sirius”,
- 1842 – młot parowy do kucia metali – J. Nasmyth – Anglia,
- 1845 – przemysłowa produkcja ciągników parowych – Anglia, Francja,
- 1850 – orka za pomocą dwóch lokomobil parowych – Anglia,
- 1852 – prototyp sterowca – balon ze śmigłem napędzanym silnikiem parowym – J. H. Giffard, Francja,
- 1857 – pierwsza winda osobowa z napędem parowym – E. G. Otis, Nowy Jork,
- 1859 – parowe walce drogowe,
- 1879 – pierwszy zbiornikowiec parowy – „Zoroaster”, Morze Kaspijskie.